# هربرت کوپلند
هربرت کوپلند (انگلیسی: Herbert Copeland؛ ۲۱ مه ۱۹۰۲ – ۱۵ اکتبر ۱۹۶۸ (۶۶ ساله)) دانشمند در زمینه زیست‌شناسی اهل ایالات متحده آمریکا بود.